# Ioan Bivolaru
Ioan Bivolaru (n. 14 noiembrie 1942, Iași) este un politician român, membru al Camerei Deputaților în toate legislaturile din perioada 1990-2008. Pe data de 1 octombrie 1990, Ioan Bivolaru a fost validat ca deputat pe listele FSN și l-a înlocuit pe deputatul Dumitru Surdu. În legislaturile 1992-1996 și 1996-2000, Ioan Bivolaru a fost membru al PDSR. În legislatura 2000-2004, în iunie 2001, Ioan Bivolaru a devenit membru PSD. În cadrul activității sale parlamentare, Ioan Bivolaru a fost membru în următoarele grupuri parlamentare de prietenie:
- în legislatura 1990-1992: Republica Polonă, Regatul Spaniei;
- în legislatura 1996-2000: Republica Polonă, Republica Islamică Pakistan;
- în legislatura 2000-2004: Republica Polonă, Republica Portugheză;
- în legislatura 2004-2008: Republica Polonă, Republica Portugheză, Federația Rusă.